# Dorfkirche Bölkendorf

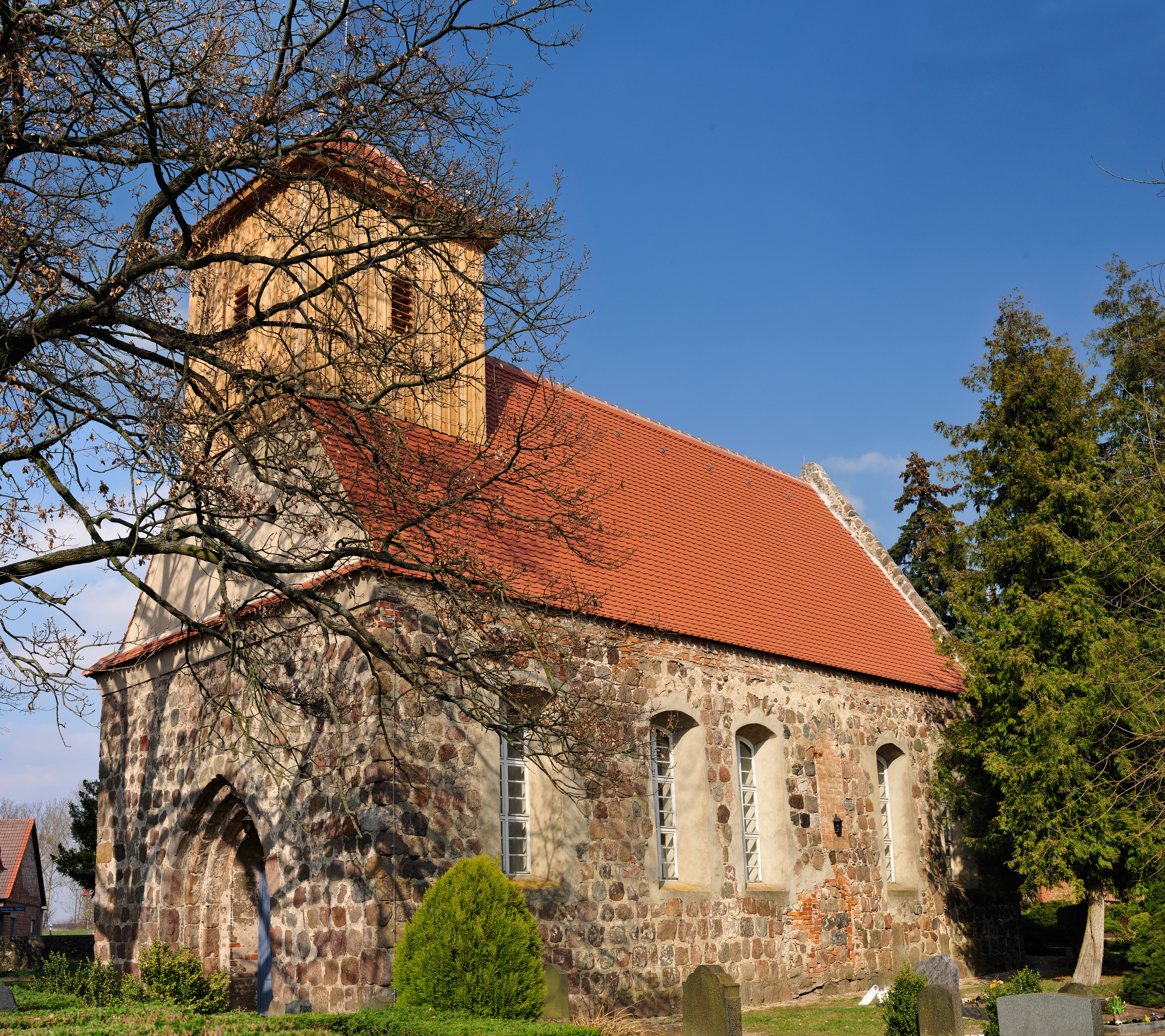
Dorfkirche Bölkendorf

Die evangelische, denkmalgeschützte Dorfkirche Bölkendorf steht in Bölkendorf, einem Ortsteil der Stadt Angermünde im Landkreis Uckermark von Brandenburg. Die Kirchengemeinde gehört dem Kirchenkreis Barnim in der Evangelischen Kirche Berlin-Brandenburg-schlesische Oberlausitz an.

## Beschreibung
Die Saalkirche wurde in der zweiten Hälfte des 13. Jahrhunderts aus Feldsteinen errichtet. Sie besteht aus einem Langhaus mit einer halbkreisförmigen Apsis im Osten. 1767 wurde dem Satteldach des Langhauses im Westen ein Dachturm aufgesetzt, der mit einem Pyramidendach bedeckt wurde. Hinter seinen Klangarkaden verbirgt sich der Glockenstuhl, in dem eine 1727 gegossene Kirchenglocke hängt. 1767 wurden auch die Fenster im Langhaus vergrößert. Der Innenraum ist mit einer Flachdecke überspannt. Auf der Empore im Westen steht eine Orgel, die 1907 von Albert Kienscherf gebaut wurde. Sie hat sechs Register, ein Manual und ein Pedal.